# Chitauri
Los Chitauri son una raza ficticia de cambiaformas que aparecen en las publicaciones de Marvel Comics del universo alternativo, Ultimate Marvel, en la serie limitada The Ultimates. Fueron creados por Mark Millar y Bryan Hitch. Fueron creados para la franquicia del universo Ultimate en lugar de las especies existentes en el universo tradicional, los Skrulls, que juegan un papel similar en la continuidad de la corriente principal de la franquicia. Más tarde, Marvel elegiría distinguir entre los Skrulls y Chitauri del universo Ultimate. La carrera apareció por primera vez en Ultimates # 8 (noviembre de 2002). Los Chitauri luego pasarían a tener contrapartes en la Tierra-616.
Más tarde, la especie se adaptaría a otros medios, sobre todo apareciendo en las películas de Marvel Cinematic Universe

## Biografía del personaje ficticio
La raza llamada Chitauri apareció como (de Ultimate Marvel de la Tierra-1610) una contraparte de los Skrulls. Son una especie exótica shapeshifting que han intentado conquistar la Tierra, sobre todo durante la Segunda Guerra Mundial y de nuevo en el siglo 21.
El Chitauri dicen ser parte de "el sistema inmunológico del Universo", acabando con el desorden y la libre voluntad dondequiera que lo encuentra. Parece que prefieren actuar detrás de las escenas, imitando e influir en los métodos sociales y militares de las especies que actualmente están infiltrando. Por ejemplo, ellos ayudaron a los nazis en su intento de conquistar el mundo, proporcionándoles la tecnología para crear una bomba nuclear realizada por un intercontinental de misiles balísticos. Sin embargo, este intento fue frustrado por el prototipo supersoldado nombre en código Capitán América. A través de todo el conflicto de la Segunda Guerra Mundial, los Chitauri estaban siendo expulsados de sus operaciones en África y Europa, incluso de sus principales campos de entrenamiento japoneses en Hiroshima y Nagasaki. Tras el final de la guerra, los Chitauri se retiraron a hacer nuevos planes.
El siguiente intento de conquista fue más sutil (al principio), que involucra métodos a largo plazo de la manipulación como las drogas en los suministros de agua de muchas naciones se inhibidoras, que influyen en los medios de comunicación, y RFID (identificación por radiofrecuencia) microchips para ser implantado en los escolares, entre otros medios. El Chitauri también se infiltró en S.H.I.E.L.D., en particular la División de Psi, que telepáticamente podría descubrir a los agentes Chitauri. Sin embargo, S.H.I.E.L.D. fue capaz de detectar algunos de los de bajo rango del personal "drone" de los extranjeros, disfrazado como oficinistas comunes, y las secó en un asalto liderado por la Viuda Negra y Ojo de Halcón.
El Chitauri plantó la información falsa a través de la División de Psi-comprometida que llevó a S.H.I.E.L.D. y los Ultimates en una trampa en una pequeña Micronesia isla; gracias a los esfuerzos combinados de Iron Man y Thor, los Ultimates, Nick Fury y un puñado de soldados de S.H.I.E.L.D. sobrevivieron, pero miles de soldados de S.H.I.E.L.D. murieron y docenas de Helicarriers fueron destruidos.
El Chitauri, luego contraatacó infiltrándose en el Triskelion y la captura de la Avispa. El líder Chitauri (conocida solo por su ex nazi identidad como Herr Kleiser) llevó a la Avispa a una base oculta de los Chitauri en Arizona. Sin embargo, su ubicación fue dado lejos cuando una flota de dañado Chitauri Starships repente entró en la atmósfera de la Tierra para flotar por encima de la base anteriormente secreto, alegando que estaban huyendo de grandes derrotas en toda la galaxia por sus enemigos intergalácticos y que el resto de sus fuerzas se ven obligados a las "aguas" de la Vía Láctea, la galaxia (es decir, de la Tierra del sistema solar). Sin tener en cuenta los esfuerzos largos de Herr Kleiser, los Chitauri le ordenó destruir la Tierra y su sistema solar con una bomba del fin del mundo como parte de una política de tierra quemada y retirarse a la "cuarta dimensión inferior". The Ultimates y todos en S.H.I.E.L.D. disponibles y las fuerzas militares de inmediato convergido en la flota alienígena.
Aunque Iron Man y Thor fueron capaces de dañar las naves (así como la eliminación de la bomba Chitauri por teletransportarse a los desechos de Nastrond, donde su detonación causó sólo una pequeña onda en el espacio-tiempo), fue el Hulk que bebió la mayoría de la flota. Al mismo tiempo, el Capitán América luchó contra su viejo enemigo Kleiser, pero no fue capaz de derrotarlo solo. A instancias del Capitán América / burlona de Kleiser toca a Betty Ross (aplastamiento de Hulk), Hulk fue capaz de superar, desmembrar, y devorar a Kleiser. Actualmente se presume que la combinación de la serie de los Chitauri de derrotas intergalácticas y la destrucción de la flota Chitauri en la Tierra deletreó la derrota completa y total de la raza alienígena.
Durante la Guerra Chitauri- Kree, todo Chitauri (cuyas verdaderas formas se asemejan a sus homólogos Vengadores) armada estaba peleando a sus enemigos cuando se encontraron con Gah Lak Tus. Cuando sus naves estaban muy dañados por la entidad, una grieta en el tejido de la realidad trajo un ser de otro universo, que se llamó Galactus. Gah Lak Tus fusionó con el visitante, y creó aún más poderoso a Galactus con la necesidad de alimentarse.

## Poderes y habilidades
Los Chitauri fueron capaces de imitar la forma humana y de absorber el conocimiento humano, al parecer, por la ingestión de los organismos o cerebros de los seres humanos que imitaban. En su forma natural, que parecen ser grandes, y reptiles, pero no hay imágenes claras de su forma nativa se ha demostrado. Aunque los trabajadores de aviones no tripulados fueron casi sin sentido y no mucho más duraderos que los humanos ordinarios, los oficiales de alto rango, como Kleiser poseían la fuerza suficiente para rivalizar con el Capitán América, resistencia sobrehumana y durabilidad, la regeneración extremadamente rápido, y la capacidad de ver o percibir objetos invisibles o personas. Hulk ha demostrado ser lo suficientemente fuerte como para destruir y consumir a Kleiser.

## La inspiración
La concepción de Millar de los Chitauri fue inspirado por el británico teórico de la conspiración David Icke. Icke cree que el mundo está en secreto dirigido por una élite llamada Illuminati, que en realidad son humanoides reptilianos que cambian de forma.

## Comparación con Skrulls
Otra raza llamada Skrulls, que se asemeja físicamente a los Skrulls de la corriente principal universo Marvel aparece más tarde (liderado por el mil millones de años de edad, el emperador Skrull, Kl'rt); estos Skrulls no les gusta ser confundidos con los Chitauri, a quien llaman terroristas. Ellos tienen la tecnología extremadamente avanzada. Estos Skrulls se observaron en una realidad alternativa en la que Reed Richards contactarse su mundo a través de su teletransportador. Los acontecimientos que condujeron a la línea de tiempo se alteraron en Ultimate Fantastic Four # 29 y el contacto que nunca se hizo.
Los skrulls aparecen en la película Capitana Marvel(2019) y su participación en la trama es esencial, en esta ocasión se muestran capaces de cambiar de forma, lo hacen aparentando ser humanos.

## Otras versiones

### Tierra-616
Una nueva iteración de los Chitauri (inspirado por su representación en la película 2012, The Avengers) apareció por primera vez en la corriente principal de la continuidad Tierra-616 y, a diferencia de su contraparte Tierra-1610, que son una especie distinta de los Skrulls. La mayoría de ellos son criaturas obstinadas de mente simple, similares a los insectos, hasta el punto de seguir a una reina. Los Chitauri como enemigos del nuevo Nova. Sam fue capaz de derrotar a todo un ejército Chitauri y Titus el último Nullifier que robó de ellos en el primer lugar. Actualmente se están llevando a cabo al padre de Sam, Jesse como un rehén en un planeta similar a Saturno.
Los Chitauri tienen a Jesse Alexander cautivo en su planeta Chitauri Prime como uno de los esclavos de Chitauri que pelea en su arena de gladiadores.
Se revela que los Chitauri hicieron un clon Chitauri de Jesse Alexander que también tiene los recuerdos de Jesse.
En el momento en que las memorias del Capitán América fueron reescritas por el clon de Red Skull utilizando los poderes de Kobik para ser un agente de Hydra, el clon de Red Skull hizo que el Capitán América robara algunos huevos Chitauri para atraer a los Chitauri a la Tierra para que puedan arrasarlo. El Programa espacial de vuelo Alpha tuvo que luchar contra los enjambres de Chitauri donde sacaron cuatro enjambres diferentes en un mes. Un enjambre Chitauri más grande fue derrotado por Quasar, donde se predijo que aparecerá un enjambre Chitauri mucho más grande que será más grande que la Ola de Aniquilación.
Durante la historia del Imperio Secreto, los Chitauri llegaron a la Tierra donde se encuentra el Programa espacial Alpha Flight, los Ultimates, Quasar e Hyperion de Tierra-13034. Cuando Hydra comenzó su toma de control, el Capitán América activó el Escudo de Defensa Planetario atrapando a los Chitauri y aquellos que luchaban contra ellos fuera de la Tierra. Mientras los atrapados fuera de la Tierra continúan luchando contra los Chitauri, no pueden convencer a los representantes del Consejo Galáctico para que los ayuden contra los Chitauri. Mientras Spectrum le dice al Capitán Marvel que pueden hacer entregas de suministros interdimensionales y han encontrado la ubicación de los Huevos Reina de Chitauri, las olas de Chitauri y sus Leviatanes están aumentando en tamaño y frecuencia, dejando a los técnicos sin tiempo suficiente para reparar el severo daño estructural a la estación. Mónica sugiere que América Chávez traslade a los héroes y a las personas atrapadas fuera del Escudo de Defensa Planetario a una realidad alternativa dado que el Consejo Intergaláctico en su realidad no simpatiza con la difícil situación de la Tierra. El Capitán Marvel rechaza esta idea que establece que los héroes fueron acusados de una misión para proteger a la Tierra de la invasión Chitauri y que son lo único que se interpone en el camino si el Escudo de Defensa Planetario bajara por alguna razón. El Capitán Marvel luego dirige su atención a un comatido Avril Kincaid que descubrimos que sobrevivió siendo tragado por el Leviatán y fue sacado de los restos por Nova. El Capitán Marvel admite su culpa en la situación y la elevación del Escudo de Defensa Planetario y le ruega a Avril que despierte porque el equipo necesita desesperadamente la fuerza de sus poderes. Después de que Quasar despierta de su coma gracias a que Sam Wilson usó el fragmento del Cubo Cósmico que tenía para encontrar una manera de derribar el Escudo de Defensa Planetario, derriba el Escudo de Defensa Planetaria permitiendo al Capitán Marvel volar al lugar de los huevos de Chitauri que ella destruye.

## En otros medios

### Televisión
- Los Chitauri aparecen en la segunda temporada de  Ultimate Spider-Man episodio, "Los Guardianes de la Galaxia", Esta versión de los Chitauri es liderado por Korvac y su apariencia se asemeja a su interpretación en la película The Avengers. Cuando Rocket Raccoon, junto a Spider-Man y Nova se cuelan en la nave Chitauri, fingen su rendición de modo que puedan liberar a los miembros de la cautividad, los Guardianes de la Galaxia. Posteriormente, Spider-Man descubre que los Chitauri están planeando destruir la Tierra. Los Guardianes de la Galaxia planea lanzar la nave Chitauri en el Sol, mientras que la lucha contra las fuerzas Chitauri. Cuando su plan no funciona, los Guardianes de la Galaxia terminan haciendo su camino hacia el cañón de Materia Oscura. Mientras Nova y Spider-Man cabezan al cañón de la Materia Oscura, los Guardianes de la Galaxia pelean contra los Chitauri y Korvac. Después Korvac es derrotado por Groot, Nova destruye el cañón de la Materia Oscura y la nave Chitauri se destruye. En la tercera temporada, "El Regreso de los Guardianes de la Galaxia", Titus lidera a los Chitauri en la orientación por el casco de Nova mientras que acaban en conflicto con los Guardianes de la Galaxia y Spider-Man. Después de que Titus es derrotado, los restantes Chitauri escapan de la Tierra y los Guardianes van a perseguirlos.
- Los Chitauri aparecen en Avengers Assemble episodio "Vengadores: Imposible". Hombre Imposible estaba trabajando en un documental sobre los Chitauri hasta que lo vieron y lo persiguieron por toda la galaxia. Hombre Imposible hizo una serie de televisión protagonizada por Falcon para que pueda estar listo para luchar contra los Chitauri. Cuando un grupo de exploradores Chitauri llegó a la Tierra, Falcón y el resto de los Vengadores terminaron peleando los Chitauri para evitar que llegar a Hombre Imposible. Falcon luego convence Hombre Imposible enviar el Chitauri lejos, muy lejos de la Tierra por él suplente en una escena como un vengador. Cambia de forma en un misil intergaláctico para enviar el Chitauri muy, muy lejos de la Tierra.
- Los Chitauri aparecen en la nueva serie Guardianes de la Galaxia, episodio 7, "Los Traidores". Se muestra que algunos Chitauri forman la tripulación de la nave espacial de Nebula.
- Los Chitauri han sido referenciados en los programas de televisión que se llevan a cabo en Marvel Cinematic Universe:
  - Los Chitauri de la película The Avengers se hace referencia varias veces en los de acción en vivo de la serie de televisión Agents of S.H.I.E.L.D. En el episodio piloto, los Chitauri aparecen a través de tomas de archivo de The Avengers mientras Skye describe el conocimiento público de los superhéroes y los eventos sobrenaturales. Además en el episodio, el agente Grant Ward recupera un "enlace neuronal", Chitauri de un traficante de armas ilegal llamado T. Vanchat. En el episodio "FZZT", se mencionó que muchos bomberos fueron enviados a Nueva York después de que los Vengadores hubieran detenido la invasión de Chitauri. Algunos de estos bomberos de una pequeña ciudad de Pensilvania descubrieron un casco Chitauri y lo trajeron a casa como recuerdo. Desconocido para ellos, el casco tenía un virus alienígena parecido a la oxidación que mató lentamente a aquellos que estuvieron expuestos a él a través de la electricidad estática. Leo Fitz y Jemma Simmons pudieron inventar un antisuero para ser la cura del virus alienígena después de probarlo en algunas ratas usando residuos de ADN Chitauri que se encuentran en el casco. El casco Chitauri se colocó en la base Sandbox de S.H.I.E.L.D. para su custodia. En el episodio "The Magical Place", aparece el metal recuperado Chitauri y se dice que es un componente de los dispositivos Project Centipede que se ven en la serie. En el episodio "Promesas rotas", se revela que los padres de la senadora Ellen Nadeer fueron asesinados durante la invasión de Chitauri.
  - Los Chitauri se mencionan en el episodio de Jessica Jones "AKA It's Called Whiskey".
  - En Luke Cage, el metal Chitauri recuperado es utilizado por Industrias Hammer para crear las balas de Judas, munición similar a la metralla capaz de atravesar la piel impenetrable de Luke Cage e incluso de herirlo o matarlo. Willis Stryker los utiliza contra Luke en varias ocasiones y usa una alianza con Mariah Dillard para manipular al NYPD para armar la Unidad de Servicio de Emergencia con balas de Judas en la serie.

### Cine
- Los Chitauri aparece en los 2006 películas animadas de Ultimate Avengers y Ultimate Avengers 2 como los principales antagonistas de los Vengadores y S.H.I.E.L.D. A diferencia de su aparición en The Ultimates, ellos muestran su verdadera forma: criaturas reptiles siete pies de altura con piel verdoso oscuro, y explosiones de fuego de sus manos. El antagonista principal Herr Kleiser solo tiene la capacidad de cambiar de forma; se lo conoce como su Súper Soldado y se lo compara con el Capitán América.[20]
- Los Chitauri aparece en la acción en vivo del Universo Cinematográfico de Marvel, en liga con Thanos través de su visir, un encapuchado que se llama "el Otro" (interpretado por Alexis Denisof). A falta de su capacidad de cambiar de forma, que se presentan como una raza de reptiles humanoides de piel gris, dedos y seis que tienen una fisiología biomecánico. Su tecnología abarca desde skimmers-aerodeslizador como y Necrocraft a vivir transportes de tropas aerotransportadas llamada leviatanes y sus soldados que tiene un vínculo neural con una nave nodriza:
  - El Chitauri aparece por primera vez en la película de 2012, The Avengers, donde el Otro, que actúa en nombre de Thanos, presta los Chitauri a Loki para la invasión de la Tierra.[21][22] Mientras que los otros Vengadores se ocupan de los Chitauri, Iron Man destruye la nave nodriza con un misil nuclear sin autorización de S.H.I.E.L.D., con las fuerzas invasoras, caen muertos al instante.
  - El líder de los Chitauri, "el Otro", también aparece brevemente en la película de 2014, Guardianes de la Galaxia. El Otro aparece brevemente donde él pone en contacto con Ronan el Acusador y Nebula sobre la traición de Gamora y los llama al santuario en nombre de Thanos. Una vez que los dos aparecen, Ronan discute su caso a Thanos mientras que el Otro lo regaña por su fracaso, y luego es asesinado por Ronan.[23] Un soldado Chitauri también se ve como un prisionero en el museo del Coleccionista.
  - La Tecnología Chitauri que aparece en la película de 2015, Avengers: Age of Ultron siendo estudiados por el líder de HYDRA, el Barón Strucker, en su mayoría de varias piezas de armadura Chitauri y restos de un Leviatán. Además, el primero fue insinuado en el trauma psicológico que mostró en Iron Man 3 y aumentada por los poderes de Scarlet Witch dándole una visión de pesadilla a Tony Stark siendo temeroso de que los Chitauri pueden eventualmente volver a la Tierra y después haber acabado con los Vengadores, que llevó a sus acciones precipitadas de forjar a Ultron.
  - La tecnología Chitauri aparece en la película de 2017, Spider-Man: Homecoming. Junto con la tecnología de los Elfos Oscuros y las Industrias Stark, la tecnología Chitauri es utilizada por Phineas Mason para forjar tecnología como el traje de vuelo del Buitre y los guanteletes de Shocker.
  - Los Chitauri aparecen en la película de 2018, Avengers: Infinity War como los ejecutores de Thanos en su misión de obtener las Gemas del Infinito. También se revela en un flashback que los Chitauri participaron en la invasión del planeta natal de Gamora cuando ella era una niña, lo que resultó en que Thanos la acogiera.
  - Los Chitauri aparecen en la película de 2019, Avengers: Endgame. Se muestran en un flashback que tuvo lugar durante los eventos de The Avengers, donde algunos de ellos fueron derribados por el Ancestral. En el presente, los Chitauri y sus Leviatanes están entre los miembros del ejército de Thanos que la Nebula del pasado trae al presente. Mientras que algunos Chitauri y Leviathans son asesinados, Iron Man saca el resto usando el Guante del Infinito donde reduce a Thanos y su ejército a polvo.

### Videojuegos
- Los Chitauri aparecen en Lego Marvel Super Heroes: Maximum Overload con sus efectos vocales proporcionados por Dee Bradley Baker. Aparecen como sirvientes de Loki.
- Los Chitauri aparecen en Lego Marvel's Avengers.
- Los Chitauri aparecen en Marvel Avengers Academy.

### Actuación en directo
- El Universo Cinematográfico de Marvel, su versión del Chitauri aparecerá en el Universo Marvel: VIVIR. como espectáculo de arena.[24]